# الفرحة (السوادية)

تعديل مصدري - تعديل

الفرحة هي إحدى قرى عزلة ال هادي بني وهب بمديرية السوادية التابعة لمحافظة البيضاء، بلغ تعداد سكانها 305 نسمة حسب تعداد اليمن لعام 2004.